# Padre Burgos (Quezon)
Padre Burgos è una municipalità di quinta classe delle Filippine, situata nella Provincia di Quezon, nella regione di Calabarzon.
Padre Burgos è formata da 22 baranggay:
- Basiao (Pob.)
- Burgos (Pob.)
- Cabuyao Norte
- Cabuyao Sur
- Campo (Pob.)
- Danlagan
- Duhat
- Hinguiwin
- Kinagunan Ibaba
- Kinagunan Ilaya
- Lipata

- Marao
- Marquez
- Punta (Pob.)
- Rizal
- San Isidro
- San Vicente
- Sipa
- Tulay Buhangin
- Villapaz
- Walay
- Yawe